# Ian Khama
Seretse Khama Ian Khama (sengwato: Ian a Sêrêtsê), född 27 februari 1953 i Chertsey i Surrey i Storbritannien, är en botswansk militär och politiker tillhörande Botswanas demokratiska parti. 
Mellan åren 2008 och 2018 var han Botswanas president. Han är också kgosi (hövding) för bamangwatofolket i Botswana och äldste son till landets förste president Seretse Khama och Ruth Williams Khama.
Ian Khama är utbildad till pilot och har genomgått officersutbildning vid Sandhurst i Storbritannien. Han har varit befälhavare för den botswanska försvarsmakten.
I april 2022 kallades Ian Khama av rättvisan i sitt land. Den tidigare statschefen åtalas bland annat för olovligt innehav av skjutvapen. Fallet går tillbaka till 2016.